# Velká lidová studovna
Velká lidová studovna (korejsky 인민대학습당) je budova v Pchjongjangu, hlavním městě Severní Korey. Leží na severozápadním konci Kim Ir-senova náměstí naproti břehu Tedongu a slouží jako severokorejská národní knihovna.
Knihovna byla naplánována v roce 1981 v rámci příprav sedmdesátých narozenin Kima Ir-sena. Stavba trvala zhruba jednadvacet měsíců a knihovna byla otevřena 1. dubna 1983.
Knihovna nabízí uživatelům několik počítačových studoven s přístupem k severokorejskému intranetu.
Knihovna je zobrazena na jednowonové a pětiwonové minci a v roce 1989 byla u příležitosti XIII. Světového festivalu mládeže a studentstva konaného v Pchjongjangu vyobrazena také na východoněmecké poštovní známce.